# Bergvall-systeem
Het Bergvall-systeem was een op het knock-outsysteem gebaseerde toernooimethode. Het door Erik Bergvall (Zweedse waterpoloër, sportbestuurder en journalist) ontwikkelde systeem werd voornamelijk bij de Olympische Zomerspelen 1920 gebruikt. De complexiteit van het systeem en de langere duur van een toernooi zorgen ervoor dat het systeem nooit populair is geworden.

## Verschil met het knock-outsysteem
Het Bergvall-systeem ging ervan uit dat bij een puur knock-outsysteem alleen de toernooiwinnaar op een betrouwbare wijze kan worden bepaald. Dit betekent echter niet dat de verliezende finalist werkelijk de op een na beste deelnemer van het toernooi was, want door het systeem van directe uitschakeling kon de op een na beste deelnemer reeds vroeg in het toernooi zijn uitgeschakeld door de sterkste deelnemer. Het Bergvall-systeem bestond uit een hoofdtoernooi volgens het reguliere knock-outsysteem, waarmee de winnaar van de gouden medaille werd bepaald. Daarna volgde een eerste extra knock-outtoernooi voor het bepalen van de zilveren medaille. Hieraan namen alle ploegen deel die door de winnaar van de gouden medaille waren verslagen. Vervolgens kon er nog een tweede extra knock-outtoernooi voor het bepalen van de winnaar van de bronzen medaille worden gespeeld. Hieraan namen alle ploegen deel die van de winnaar van de zilveren medaille hadden verloren, zowel in het hoofdtoernooi als in het eerste extra toernooi. Als een ronde in een extra toernooi uit een oneven aantal deelnemers bestond, dan kreeg de ploeg die reeds de meeste wedstrijden had gespeeld een bye.

## Gebruik op de Olympische Spelen
Het Bergvall-systeem werd op de Olympische Spelen voor het eerst gebruikt bij het waterpolotoernooi in 1912. Bij de eerstvolgende spelen in 1920 werd het systeem behalve bij waterpolo ook gebruikt bij voetbal, touwtrekken en ijshockey. Vervolgens werd het systeem alleen nog gebruikt bij waterpolo in 1924 en 1928. Bij al deze toernooien werden afwijkende varianten gebruikt, geen enkele keer is het systeem zuiver toegepast.